# Marianne Eriksson
Pour les articles homonymes, voir Eriksson.
Marianne Eriksson, née le 17 mai 1952 à Brännkyrka, est une femme politique suédoise.
Membre du Parti de gauche, elle siège au Parlement européen de 1995 à 2004.